# Curuguaty
Curuguaty – miasto w Paragwaju, w departamencie Canindeyú.